# Ерпольцгайм
Ерпольцгайм (нім. Erpolzheim) — громада в Німеччині, розташована в землі Рейнланд-Пфальц. Входить до складу району Бад-Дюркгайм. Складова частина об'єднання громад Фрайнсгайм.
Площа — 3,60 км2. Населення становить 1349 ос. (станом на 31 грудня 2020).

## Галерея

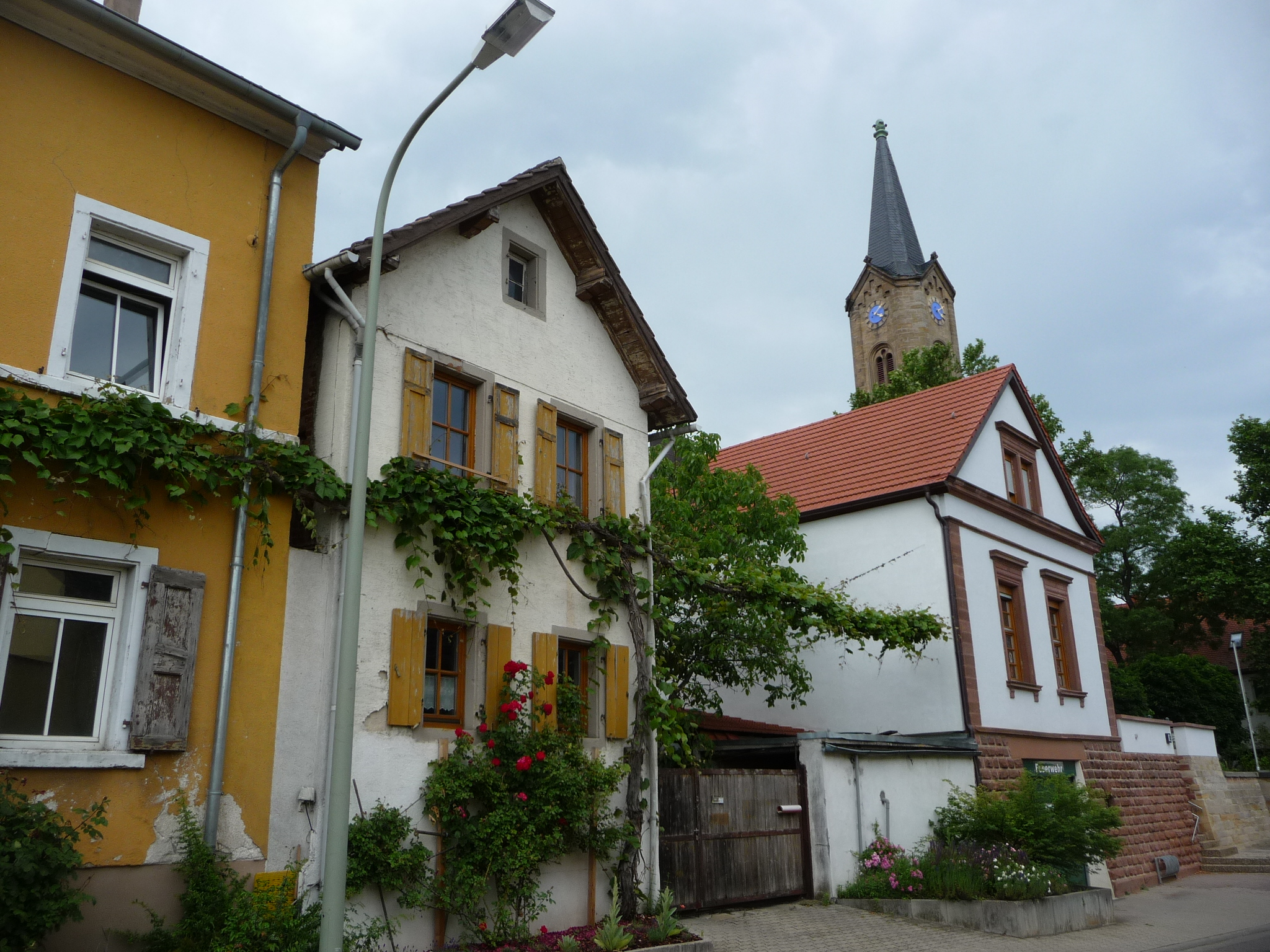
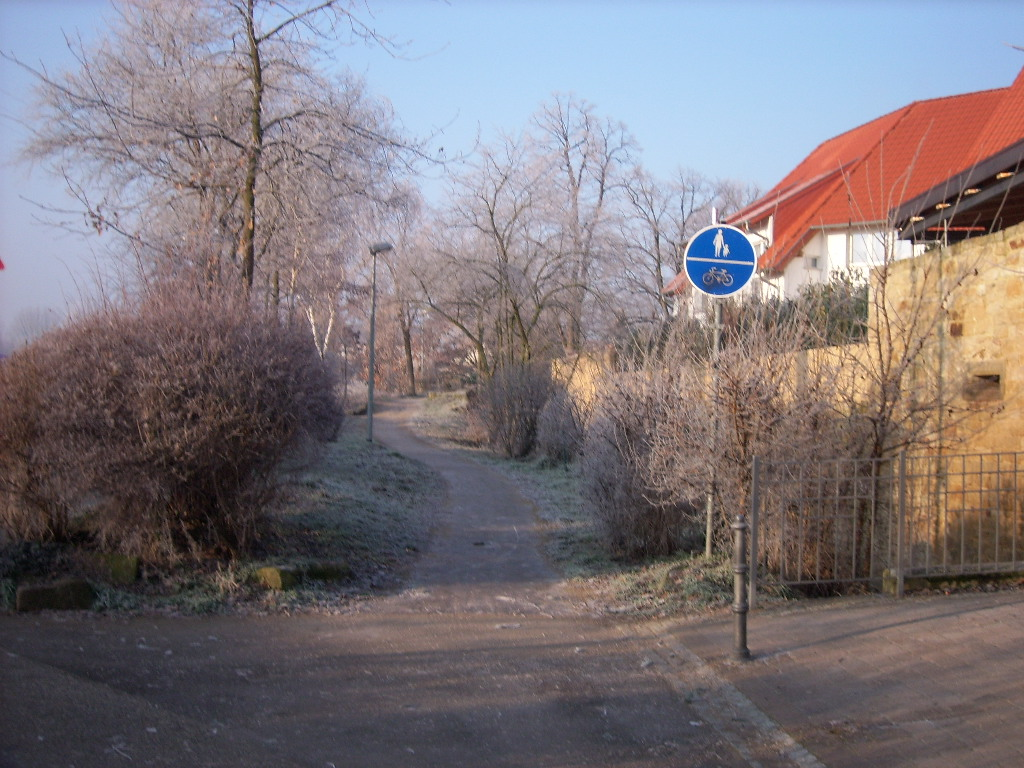
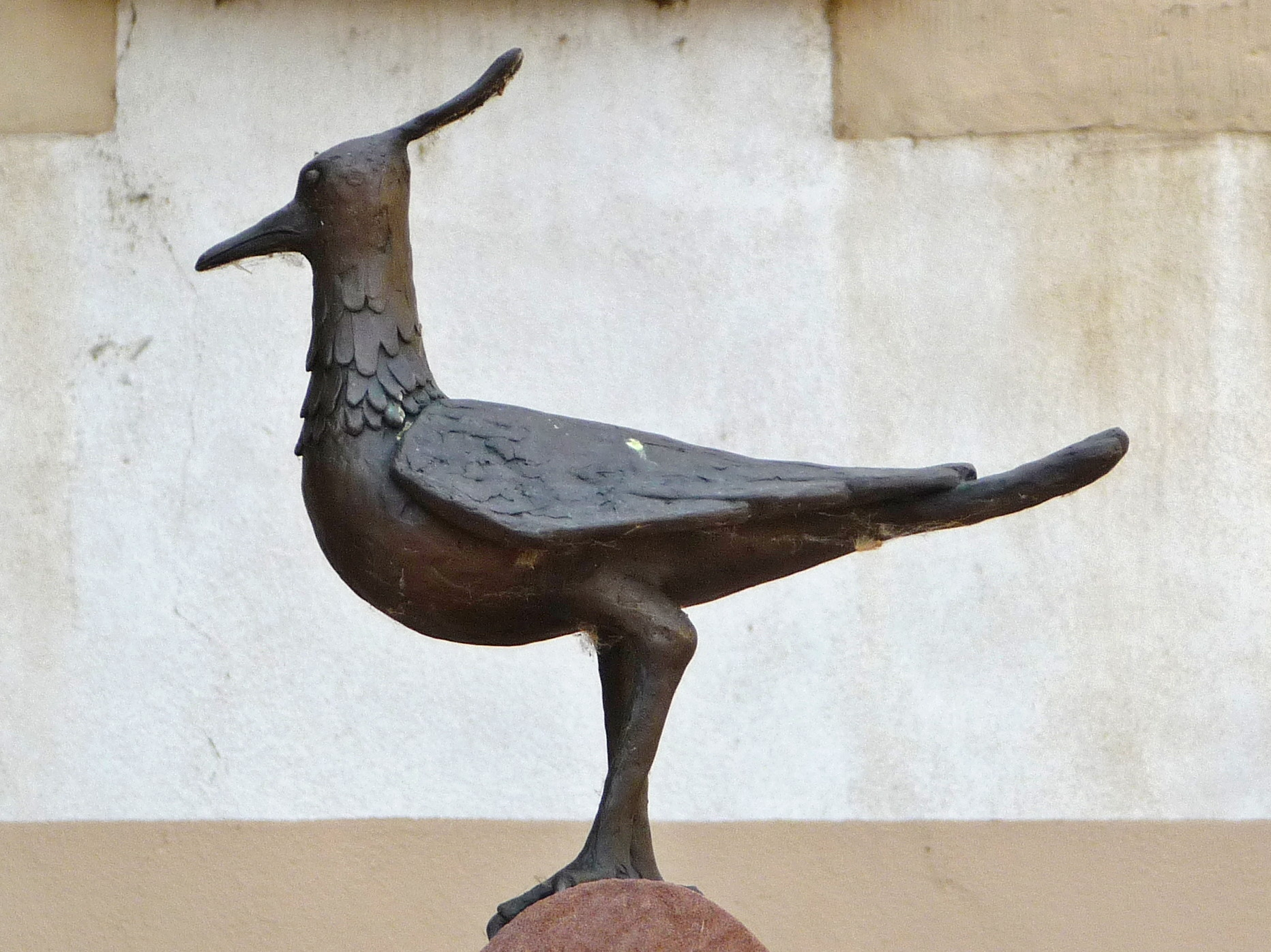